# Ewa Huszcza
Ewa Małgorzata Huszcza – polska inżynier, dr hab. nauk biologicznych, profesor Katedry Chemii Wydziału Biotechnologii i Nauk o Żywności Uniwersytetu Przyrodniczego we Wrocławiu.

## Życiorys
27 marca 1996 obroniła pracę doktorską Właściwości powierzchniowe lipopeptydów produkowanych przez bakterie Bacillus coagulans, 10 czerwca 2009 habilitowała się na podstawie pracy zatytułowanej Mikrobiologiczne przekształcenia związków biologicznie aktywnych z grupy steroidów oraz składników wychmielin. 28 lipca 2014 nadano jej tytuł profesora w zakresie nauk biologicznych. Objęła funkcję profesora nadzwyczajnego w Katedrze Chemii na Wydziale Nauk o Żywności Uniwersytetu Przyrodniczego we Wrocławiu.
Piastuje stanowisko profesora Katedry Chemii Wydziału Biotechnologii i Nauk o Żywności Uniwersytetu Przyrodniczego we Wrocławiu.